# Jean-Yves Labat de Rossi
 (juin 2013).
Si vous disposez d'ouvrages ou d'articles de référence ou si vous connaissez des sites web de qualité traitant du thème abordé ici, merci de compléter l'article en donnant les références utiles à sa vérifiabilité et en les liant à la section « Notes et références ».
Jean-Yves Labat de Rossi, mieux connu sous le pseudonyme Mr. Frog, né le 20 mars 1947 à Clermont-Ferrand, est un multi-instrumentiste, ingénieur du son et producteur musical français.
Il joue de la flûte, des claviers et du saxophone. Il a débuté avec le groupe progressif Baba Scholae en 1967. Il dirige le label indépendant Ad Vitam Records.